# نورما نيكولز
نورما نيكولز (بالإنجليزية: Norma Nichols)‏ هي ممثلة أمريكية، ولدت في 7 يناير 1894 في سانتا آنا في الولايات المتحدة، وتوفيت في 27 نوفمبر 1989 في لوس أنجلوس في الولايات المتحدة.

## وصلات خارجية
- نورما نيكولز على موقع IMDb (الإنجليزية)
- نورما نيكولز على موقع روتن توميتوز (الإنجليزية)
- نورما نيكولز على موقع أول موفي (الإنجليزية)
- نورما نيكولز على موقع قاعدة بيانات الفيلم (الإنجليزية)